# Rob Gronkowski
Robert James Gronkowski (Amherst, 14 maggio 1989) è un ex giocatore di football americano statunitense che ha militato nel ruolo di tight end nella National Football League (NFL).
Gronkowski ha iniziato la sua carriera nel football americano nel 2007, all'Università dell'Arizona, giocando nel ruolo di tight end. Al Draft NFL 2010 è stato selezionato al secondo giro dai New England Patriots della National Football League (NFL), squadra in cui ha militato per tutta la sua carriera fino al primo ritiro. Ha vinto quattro volte il Super Bowl (2014, 2016, 2018, 2020) e detiene il record per il maggior numero di touchdown totali realizzati in una singola stagione da un tight end (18). Dopo aver annunciato l'addio al football americano nel 2018, è tornato a giocare nel 2020 con i Buccaneers.

## Carriera nel football americano

### New England Patriots

#### Stagione 2010
Rob Gronkowski fu scelto dai New England Patriots al secondo giro (42º assoluto) del Draft 2010. Firmò un contratto di quattro anni il 25 luglio 2010. L'accordo fu del valore di 4,4 milioni di dollari, con 1,76 milioni di bonus alla firma.
Durante la pre-stagione, Gronkowski fu uno dei tre giocatori NFL a segnare quattro touchdown, insieme a Victor Cruz, il wide receiver rookie dei New York Giants ed Anthony Dixon, running back dei San Francisco 49ers. In uno di questi touchdown, un passaggio da 14 yard da Tom Brady, Gronkowski trascinò il linebacker dei St. Louis Rams, James Laurinaitis, per diverse yard prima di tuffarsi nella end zone. Nella settimana 1 contro Cincinnati, Gronkowski ricevette nella stagione regolare il suo primo touchdown nel quarto periodo con un passaggio da una yard di Brady.
Nella vittoria nella settimana 10 sui Pittsburgh Steelers, Gronkowski ricevette tre passaggi da touchdown da Brady, diventando il primo rookie nella storia dei Patriots, ed il più giovane della storia dell'NFL, a compiere tale impresa. (In onore di questa impresa, Madden NFL 12 ha un "Rob Gronkowski Award" per i giocatori che hanno un tight end con tre o più TD in una sola partita)
Di ritorno nella sua città natale Buffalo nella settimana 16, Gronkowski ricevette 2 touchdown contro i Buffalo Bills, arrivando a 9 marcature nella stagione. Rob ricevette un altro touchdown nell'ultima gara di stagione, arrivando ad un totale di 10, facendone il primo rookie tra i tight end dalla fusione tra NFL e AFL a segnare 10 touchdown. In 16 gare giocate (11 come titolare), Gronkowski totalizzò 42 passaggi ricevuti per 546 yard. Malgrado avesse saltato l'intera stagione 2009 al college in seguito ad un'operazione alla schiena, Gronkowski non perse una sola partita nella sua prima stagione.
Gronkowski fu in nomination come rookie della settimana nelle giornate 10, 14 e 17, perdendo nella settimana 10 a favore di Tim Tebow e vincendo nella 14 e nella 17. Gronkowski finì anche quinto nei voti dei fan per il ruolo di tight end al Pro Bowl, quarto assoluto tra i rookie. Gronkowski ricevette anche un voto per l'introduzione nella formazione ideale della stagione dall'Associated Press.

#### Stagione 2011

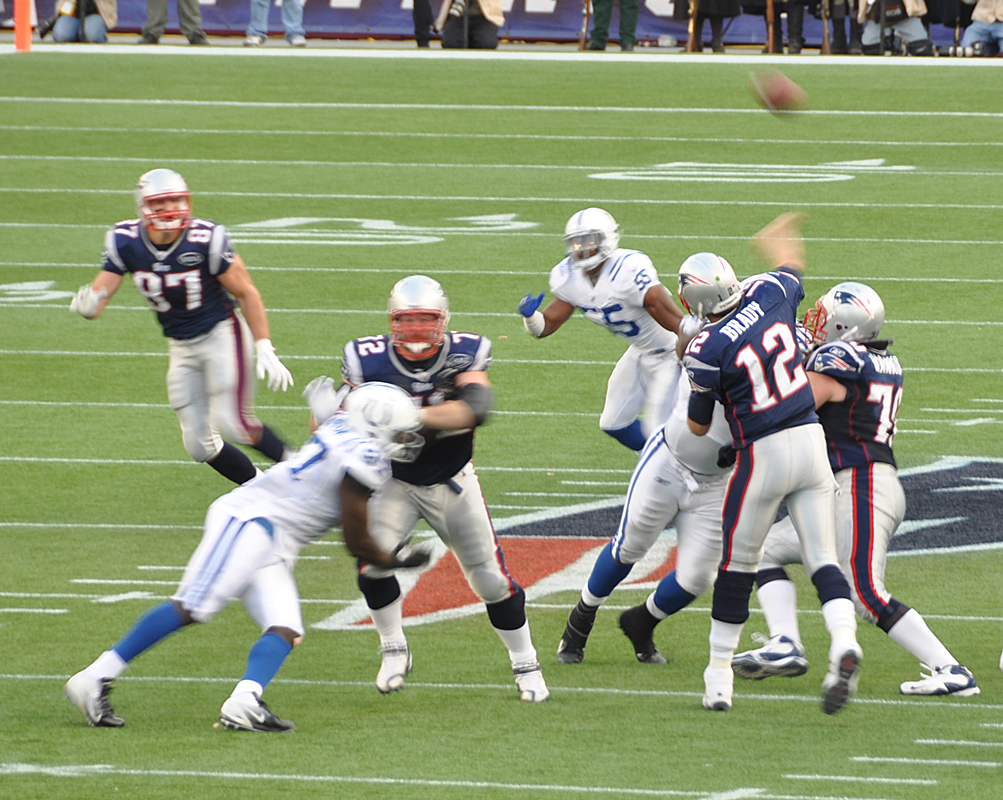
Gronkowski (87) in una partita del 2011 contro gli Indianapolis Colts

Gronkowski ricevette il suo primo touchdown della stagione 2011 su un passaggio di 10 yard di Tom Brady nella vittoria dei Patriots nella prima settimana sui Miami Dolphins; i 6 passaggi ricevuti da Gronkowski portarono 86 yard al record di franchigia di Brady di 517 yard. Nella settimana 11, Gronkowski ricevette altri due passaggi da touchdown, compreso il record in carriera da 52 yard, eguagliando il numero di yard ricevute nella stagione precedente in sole 10 partite; inoltre sorpassò il numero di ricezioni del 2010 in sole otto gare.
Alla settimana 11, Gronkowski guidava tutti i tight ends con 10 touchdown; i suoi 20 TD furono il massimo della storia per un TE nelle prime due stagioni. Le sue ricezioni e yard totali la portarono al secondo posto tra i TE (dopo Jimmy Graham dei New Orleans Saints) nella top ten tra tutti i ricevitori, secondo dei Patriots, dietro Wes Welker.
Gronkowski superò il record NFL record per i TD segnati in una singola stagione da un tight end quando disputò la sua seconda gara da 3 TD in carriera, nella vittoria della settimana 13 sugli Indianapolis Colts. Dopo aver segnato due TD su ricezione da Tom Brady, Gronkowski segnò il terzo partendo dalla linea due yard. Inizialmente dichiarato un passaggio in avanti, il passaggio fu in seguito dichiarato un passaggio laterale, che è classificato come un tentativo di cosa; esso fu il primo tentativo di corsa della carriera di Gronkowski ed il suo primo touchdown su corsa. Fu il primo su corsa segnato da un TE da quello di Bo Scaife nel 2006 ed il primo nella storia dei Patriots. Alla fine della gara, Gronkowski segnò il touchdown del record, con 14 in totale, condividendo il record di touchdown ricevuti, 13, con Antonio Gates e Vernon Davis.
Gronkowski si prese il record solitario di touchdown ricevuti per un tight end la settimana seguente contro i Washington Redskins, in cui ricevette il suo 14º e 15º della stagione; in totale, concluse con 6 ricezioni per un record in carriera di 160 yard. La sua prestazione gli fece guadagnare per la prima volta il premio di AFC Offensive Player of the Week, e, per la seconda settimana consecutiva, il premio "Hardest Working Man" di NFL.com. Terminò la stagione con 1.327 yard ricevute, superando il precedente record per un tight end di 1.290 stabilito da Kellen Winslow nel 1980. Finì inoltre con 18 touchdown totali, 17 su ricezione, entrambi record NFL per un tight end. Le 18 marcature di furono il secondo totale più alto della NFL (dopo LeSean McCoy di Philadelphia con 20), eguagliando l'intero numero della squadra dei St. Louis Rams. I suoi 17 touchdown su ricezione furono inoltre il massimo per ogni giocatore NFL nel 2011, prima volta nella storia della NFL che un tight end raggiunse la leadership solitaria della lega.
Gronkowski fu votato come titolare della American AFC al Pro Bowl del 2012. Fu uno degli otto Patriot votati per la manifestazione, terminando nella classifica dei fan con 936.886 voti, più del triplo ricevuto dal secondo tight end, il compagno di squadra Aaron Hernandez, ed il terzo più votato della AFC, dietro i compagni di squadra Tom Brady e Wes Welker. Fu inoltre il tight end della formazione ideale della stagione votata dall'Associated Press, ricevendo 44½ voti su 50 (44 votarono per Gronkowski; 5 per Jimmy Graham ed uno divise il suo voto tra i due) e fu votato al 21º posto nella NFL Top 100, l'annuale classifica dei migliori cento giocatori della stagione.
Nella prima partita della post-season dei Patriots, una vittoria 45–10 sui Denver Broncos nel divisional round, Gronkowski pareggiò il record NFL dei playoff, ricevendo tre passaggi da touchdown con 10 ricezioni e 145 yard totali. Nella finale della AFC, i Patriots superarono i Baltimore Ravens per 23-20. Gronkowski ricevette 5 passaggi per 87 yard, con la ricezione più lunga di 23 yard. Grazie a questa vittoria i suoi Patriots si qualificarono per il primo Super Bowl della sua carriera.
La sua presenza nel Super Bowl XLVI fu in dubbio a causa di un infortunio alla caviglia subito durante la gara coi Ravens ma nell'immediata vigilia della grande partita, l'allenatore Bill Belichick dissipò i dubbi sul suo eventuale utilizzo. La corsa verso il titolo dei Patriots si fermò il 5 febbraio 2012 contro i New York Giants, con Rob che, a causa dell'infortunio, faticò per tutta la partita.

#### Stagione 2012
L'8 giugno 2012, il giocatore e i Patriots giunsero a un accordo per un'estensione contrattuale del valore di 54 milioni di dollari nell'arco di sei anni, compresi 8 milioni di bonus alla firma, che lo resero il tight end più pagato della storia.
Il 9 settembre, Gronkowski e i Patriots debuttarono con una vittoria contro i Tennessee Titans nella nuova stagione in cui ricevette 6 passaggi per 60 yard, segnando un touchdown su ricezione.
Nel settimo turno di campionato, New England vinse ai supplementari contro i Jets con "Gronk" che ricevette 78 yard e segnò due touchdown . Sette giorni dopo al Wembley Stadium a Londra, dopo aver dato spettacolo negli eventi dei giorni precedenti alla partita, Gronkowski disputò una prova d'alto livello ricevendo 146 yard e segnando altri due touchdown.
Nella settimana 11, i Patriots vinsero facilmente con i Colts per 59-21, col giocatore che segnò altri due touchdown arrivando a quota 10 in stagione. Proprio in quella gara però il tight end si fratturò un avambraccio in un momento cruciale dell'anno, fermandolo per 5 partite. Malgrado l'infortunio, il 26 dicembre fu convocato per il secondo Pro Bowl in carriera come titolare della AFC. Tornato nell'ultimo turno della stagione regolare segnò il suo undicesimo touchdown, classificandosi al quarto posto nella NFL, oltre a 790 yard ricevute.
Nel divisional round dei playoff, mentre Patriots che batterono facilmente gli Houston Texans, "Gronk" si infortunò nuovamente al gomito operato poche settimane prima, venendo così costretto a concludere in anticipo la sua sfortunata stagione. A fine anno fu posizionato al numero 25 nella classifica dei migliori cento giocatori della stagione.

#### Stagione 2013

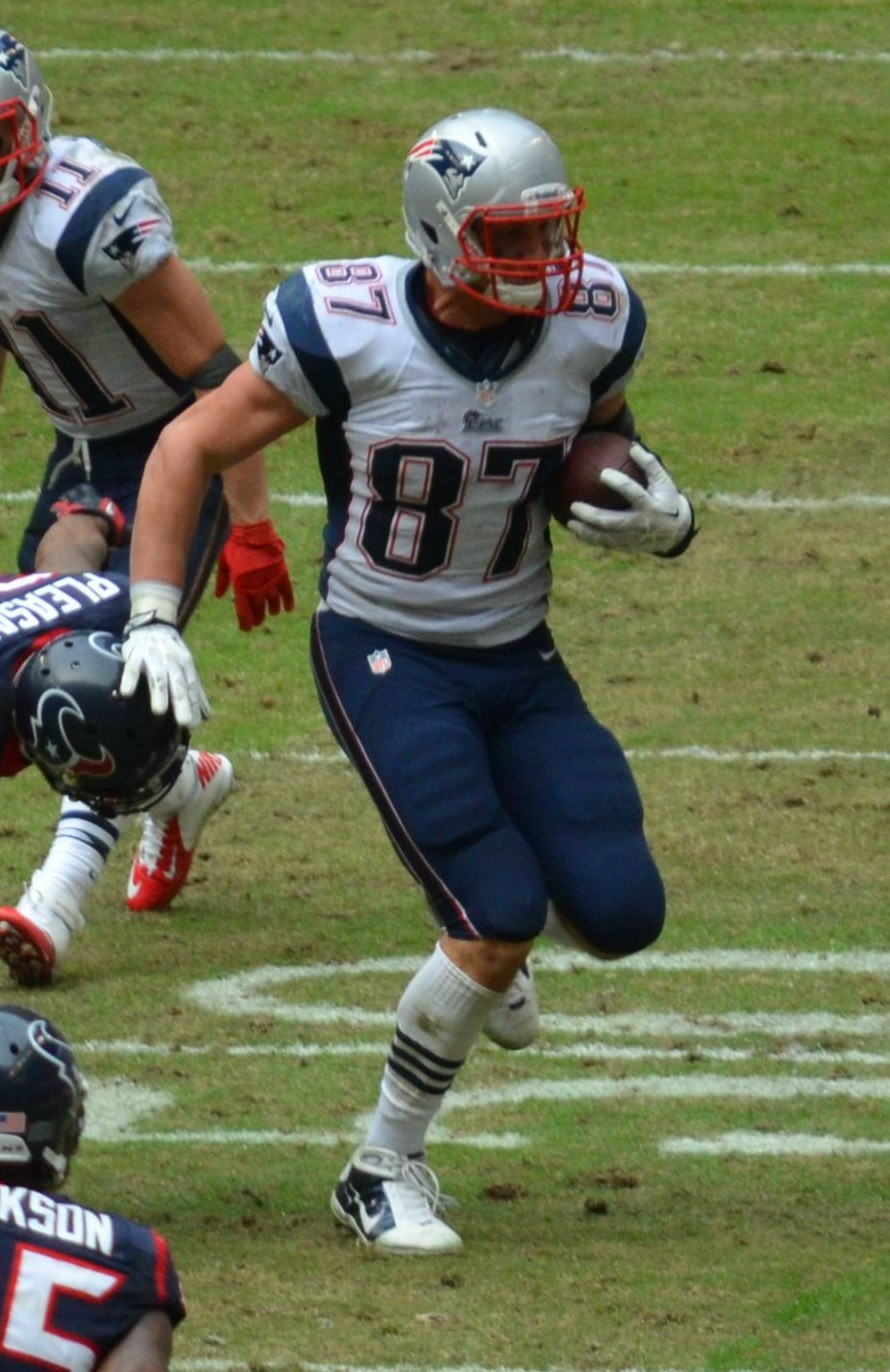
Gronkowski nel 2013

Dopo il lungo infortunio, Gronkowski tornò in campo nel turno 7 contro i Jets, guidando la sua squadra con 8 ricezioni per 114 yard. Due settimane dopo contro gli Steelers, il tight end stabilì un nuovo primato in carriera ricevendo 9 passaggi da Brady, per 143 yard ricevute e il primo touchdown della stagione nella vittoria dei Patriots. Il secondo TD lo segnò nel Monday Night della settimana 11 contro i Carolina Panthers in cui Patriots furono però sconfitti. Andò a segno anche la domenica seguente risultando decisivo nella rimonta da 24-0 sui Broncos fino alla vittoria ai supplementari, terminando con 90 yard ricevute. Il periodo dominante di "Gronk" dopo il ritorno in campo continuò nella vittoria della settimana 13 in cui ricevette 127 yard e andò a segno per la quarta settimana consecutiva.
L'8 dicembre Gronkowski subì un nuovo grave infortunio contro i Cleveland Browns rompendosi il legamento crociato anteriore e il legamento mediale collaterale, concludendo così la stagione. Prima del suo ritorno nella settimana 7, i Patriots erano il 22º attacco della lega mentre nelle quattro gare col giocatore in campo erano saliti al secondo posto.

#### Stagione 2014
Gronkowski tornò in campo nella prima settimana della stagione 2014 e, seppur mostrando un po' di ruggine, segnò subito un touchdown, concludendo con 33 yard ricevute nella sconfitta a sorpresa in casa dei Dolphins. Tornò a segnare due settimane dopo in casa contro i Raiders l'unico touchdown della sua squadra, alla seconda vittoria consecutiva. Nella settimana 5 raggiunse per la prima volta le cento yard ricevute in stagione e segnò il quarto tochdown nella vittoria sui Bengals, l'ultima squadra rimasta imbattuta. Tre settimane dopo ricevette da Brady tre touchdown e 149 yard nella vittoria per 51-23 sui Bears, la quarta consecutiva per New England. Nel turno successivo, con un touchdown nella vittoria sui Broncos, divenne solamente il quinto giocatore della storia a segnare 50 touchdown nelle prime cinque stagioni in carriera. Nel quattordicesimo turno ricevette il suo decimo touchdown nella vittoria esterna su San Diego. Andò a segno anche nelle due gare successive, coi Patriots che si aggiudicarono in anticipo il sesto titolo di division consecutivo e il miglior record della AFC. Nell'ultima gara della stagione regolare fu lasciato precauzionalmente a riposo. La sua annata si chiuse così con 1.124 yard ricevute e 12 touchdown, venendo convocato per il terzo Pro Bowl in carriera e inserito nel First-team All-Pro, l'unico giocatore votato unanimemente assieme a J.J. Watt.
Il 10 gennaio 2015, nel divisional round dei playoff, Gronkowski guidò i suoi con 108 yard ricevute e un touchdown, nella vittoria dei Patriots sui Ravens per 35-31, avanzando alla finale della AFC, dove segnò un altro TD nella vittoria per 45-7, qualificandosi per il secondo Super Bowl della carriera. Dopo l'infortunio dell'anno precedente, la notte prima della partita, Gronkowski fu premiato con l'NFL Comeback Player of the Year Award. Nel Super Bowl XLIX vinto contro i Seattle Seahawks, Gronkowski realizzò il touchdown del momentaneo 14-7, conquistando il suo primo anello di campione.

#### Stagione 2015

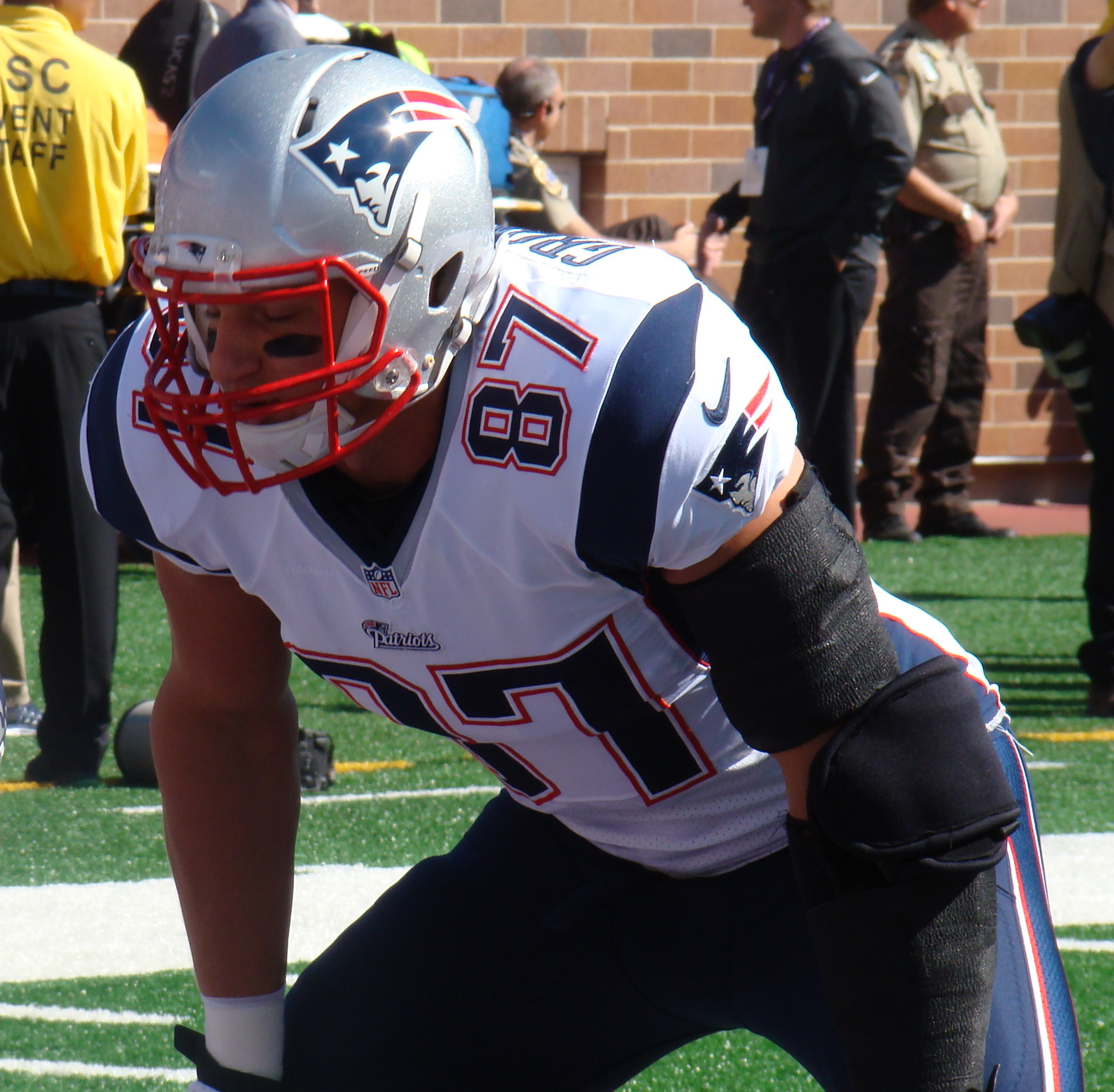
Gronkowski nel 2015

Nella prima gara della stagione 2015, Gronkowski segnò subito tre touchdown nella vittoria su Pittsburgh. Per cinque volte tra il secondo e il decimo turno raggiunse le cento yard ricevute (con un massimo di 113 in tre occasioni) mentre i Patriots si mantennero imbattuti. La loro striscia si interruppe dopo dieci vittorie per mano di Denver ai supplementari, in una gara in cui Gronkowski uscì sul finire dei tempi regolamentari per un infortunio al ginocchio. Dopo avere saltato la gara successiva ed essere rimasto in dubbio per tutta la settimana seguente, Gronkowski scese regolarmente in campo nel quattordicesimo turno con i Texans, dove ricevette 87 yard e il suo decimo touchdown stagionale. A fine stagione fu convocato per il quarto Pro Bowl in carriera ed inserito nel First-team All-Pro dopo avere guidato i Patriots con 1.176 yard ricevute e 11 touchdown.
Nel divisional round dei playoff, dopo avere passato le due settimane precedenti a recuperare da un infortunio al ginocchio, Gronkowski segnò due touchdown nella vittoria sui Chiefs che qualificò i Patriots alla quinta finale della AFC consecutiva. La corsa verso il Super Bowl 50 si arrestò la settimana successiva in casa dei Broncos, malgrado 144 yard ricevute e un touchdown. La corsa verso il Super Bowl 50 si arrestò la settimana successiva in casa dei Broncos, malgrado 144 yard ricevute e un touchdown. Nel 2016 saltò le prime due gare

#### Stagione 2016
Gronkowski nel 2016 saltò le prime due gare della stagione per un problema al tendine del ginocchio e fu limitato nelle successive due dallo stesso. Contro i Buffalo Bills nella settimana 8 segnò il suo 69º touchdown nella stagione regolare, il 68º su ricezione, battendo il record di franchigia detenuto in precedenza da Stanley Morgan. Nella settimana 10 contro i Seahawks subì un duro colpo al petto da Earl Thomas che lo tenne fuori gioco nella gara successiva. Nella settimana 12 contro i Jets subì un infortunio alla schiena che richiese un intervento chirurgico, andando a chiudere la sua stagione, nella quale i Patriots conquistarono il Super Bowl LI contro gli Atlanta Falcons. Fu ufficialmente inserito in lista infortunati il 3 dicembre.

#### Stagione 2017

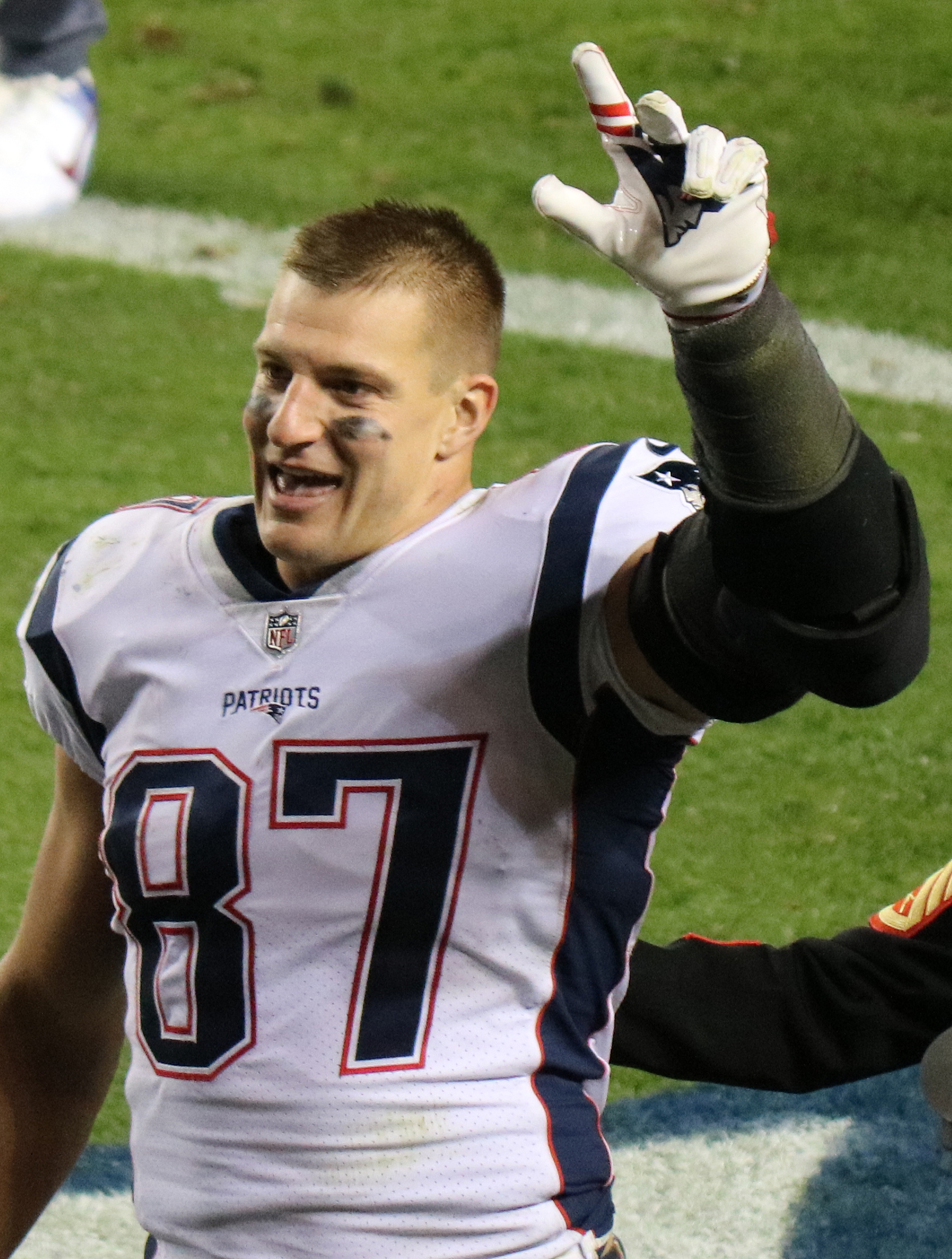
Gronkowski nel novembre 2017

Nella terza gara della stagione 2017, Gronkowski divenne il quinto giocatore della storia a segnare 70 touchdown su ricezione nelle prime 100 gare in carriera. Con altre due marcature nella settimana 12 contro i Dolphins raggiunse quota 75, il massimo per qualsiasi giocatore dal suo arrivo nella lega nel 2010. Il 4 dicembre fu squalificato per una gara dalla lega per un colpo proibito sul cornerback dei Bills Tre'Davious White. Tornato in campo nel quindicesimo turno, ricevette un nuovo primato personale di 168 yard nella vittoria sugli Steelers, venendo premiato come giocatore offensivo della AFC della settimana. A fine stagione fu convocato per il suo quinto Pro Bowl e inserito nel First-team All-Pro.
Nel divisional round dei playoff, Gronkowski ricevette 81 yard e un touchdown nella vittoria sui Titans che portò i Patriots in finale di conference per il settimo anno consecutivo. La squadra fece ritorno al Super Bowl ma fu sconfitta dai Philadelphia Eagles.

#### Stagione 2018
Malgrado voci di un possibile ritiro, Gronkowski annunciò di essersi incontrato con il capo-allenatore Bill Belichick e che avrebbe fatto ritorno per la stagione 2018. Il 5 giugno tornò ad allenarsi dopo avere saltato il minicamp non obbligatorio. Nel debutto stagionale contro gli Houston Texans, Gronkowski ricevette 7 passaggi per 123 yard e un touchdown nella vittoria 27-20. Commise anche il suo primo fumble dal 2012. Tuttavia, nelle successive sei partite, Gronkowski ebbe una produzione limitata, totalizzando 22 ricezioni per 325 yard senza touchdown. Il secondo TD stagionale lo segnò nella vittoria della settimana 12 sui New York Jets. La sua annata si chiuse con 47 ricezioni per 682 yard e 3 touchdown in 13 presenze. I Patriots nei playoff batterono i Chargers e i Chiefs, qualificandosi per il terzo Super Bowl consecutivo.
Il 3 febbraio 2019, nel Super Bowl LIII contro i Los Angeles Rams, Gronkowski concluse con 87 yard ricevute nella vittoria dei Patriots per 13-3, conquistando il suo terzo anello.
Il 24 marzo 2019 annunciò con un post su Instagram il suo ritiro dall’attività agonistica.

### Tampa Bay Buccaneers

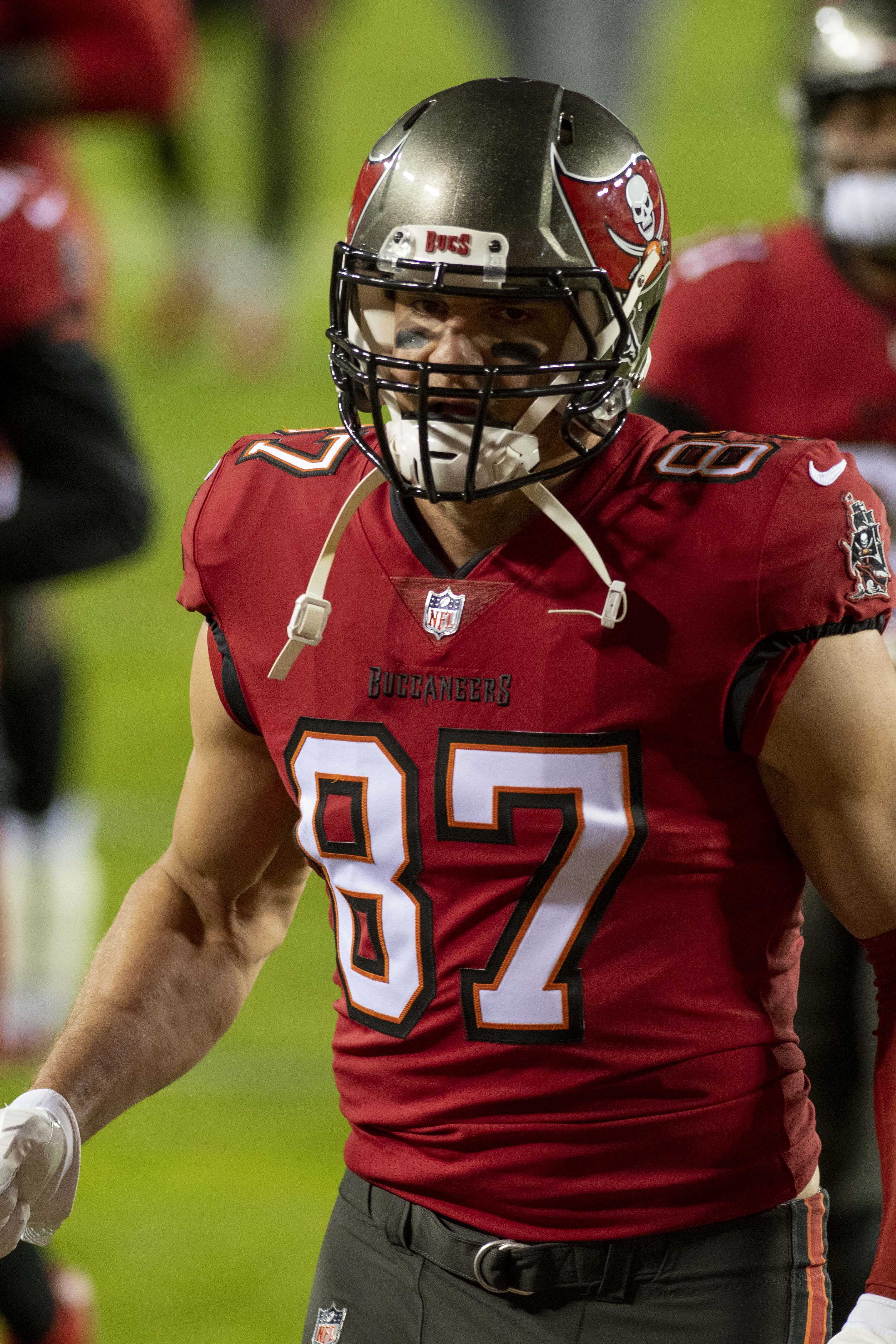
Gronkowski nei playoff 2020

Dopo aver iniziato una carriera nel mondo del wrestling, il 21 aprile 2020 i Tampa Bay Buccaneers annunciarono di aver raggiunto un accordo con i New England Patriots, mettendolo sotto contratto per un anno in cambio di una scelta del quarto giro. Ai Bucs ritrovò il suo ex quarterback Tom Brady. Il primo touchdown dal ritorno in campo lo segnò nella settimana 6 nella vittoria per 38-10 sui Green Bay Packers. Il 7 febbraio 2021, nel Super Bowl LV contro i Kansas City Chiefs campioni in carica, Gronkowski guidò i Bucs con 67 yard ricevute e 2 touchdown, nella vittoria per 31-9, conquistando il suo quarto titolo.
Il 17 marzo 2021 Gronkowski firmò un nuovo contratto annuale con i Buccaneers del valore di 8 milioni di dollari. Nella prima partita della nuova stagione segnò due touchdown e lo stesso fece nella seconda.

## Palmarès

### Football americano

#### Franchigia
- Super Bowl : 4

New England Patriots: XLIX, LI, LIII
Tampa Bay Buccaneers: LV
- American Football Conference Championship: 5

New England Patriots: 2011, 2014, 2016, 2017, 2018
- National Football Conference Championship: 1

Tampa Bay Buccaneers: 2020

#### Individuale
- Convocazioni al Pro Bowl: 5

2011, 2012, 2014, 2015, 2017
- First-Team All-Pro: 4

2011, 2014, 2015, 2017
- NFL Comeback Player of the Year Award: 1

2014
- Giocatore offensivo della AFC della settimana: 1

15ª del 2017
- Leader della NFL in touchdown su ricezione: 1

2011
- PFWA All-Rookie Team - 2010
- Formazione ideale della NFL degli anni 2010
- Formazione ideale del 100º anniversario della National Football League

### Wrestling professionistico
- WWE
  - WWE 24/7 Championship (1)
  - Slammy Award (1)
    - Celebrity Appearence of the Year (2020)

## Statistiche

### Stagione regolare
| Anno     | Squadra  | Gare | Gare | Ricezioni | Ricezioni | Ricezioni | Ricezioni | Ricezioni | Corse | Corse | Corse | Corse | Corse | Fumble | Fumble |
| Anno     | Squadra  | P    | PT   | Ric       | Yard      | Media     | Max       | TD        | Ten   | Yard  | Media | Max   | TD    | Fum    | Persi  |
| -------- | -------- | ---- | ---- | --------- | --------- | --------- | --------- | --------- | ----- | ----- | ----- | ----- | ----- | ------ | ------ |
| 2010     | NE       | 16   | 11   | 42        | 546       | 13.0      | 28        | 10        | 0     | 0     | 0.0   | 0     | 0     | 1      | 1      |
| 2011     | NE       | 16   | 16   | 90        | 1,326     | 14.7      | 52T       | 17        | 1     | 2     | 2.0   | 2T    | 1     | 0      | 0      |
| 2012     | NE       | 11   | 11   | 55        | 790       | 14.4      | 41        | 11        | 0     | 0     | 0.0   | 0     | 0     | 1      | 1      |
| 2013     | NE       | 7    | 6    | 39        | 592       | 15.2      | 50        | 4         | 0     | 0     | 0.0   | 0     | 0     | 0      | 0      |
| 2014     | NE       | 15   | 10   | 82        | 1,124     | 13.7      | 46T       | 12        | 0     | 0     | 0.0   | 0     | 0     | 0      | 0      |
| 2015     | NE       | 15   | 15   | 72        | 1,176     | 16.3      | 76T       | 11        | 0     | 0     | 0.0   | 0     | 0     | 0      | 0      |
| 2016     | NE       | 8    | 6    | 25        | 540       | 21.6      | 53        | 3         | 0     | 0     | 0.0   | 0     | 0     | 0      | 0      |
| 2017     | NE       | 14   | 14   | 69        | 1,084     | 15.7      | 53T       | 8         | 0     | 0     | 0.0   | 0     | 0     | 1      | 0      |
| 2018     | NE       | 13   | 13   | 47        | 682       | 14.5      | 42        | 3         | 0     | 0     | 0.0   | 0     | 0     | 1      | 1      |
| Carriera | Carriera | 115  | 102  | 521       | 7,860     | 15.1      | 76        | 79        | 1     | 2     | 2.0   | 2     | 1     | 4      | 3      |

### Record NFL
- Più giovane giocatore a segnare 3 touchdown su ricezione in una partita: 21 anni, 214 giorni (2010, contro i Pittsburgh Steelers)
- Più giovane giocatore a segnare 3 touchdown su ricezione in una partita di playoff: 22 anni, 275 giorni (playoff 2011, contro i Denver Broncos)
- Maggior numero di touchdown su ricezione per un tight end in stagione: 17 (2011)
- Maggior numero di touchdown per un tight end in stagione: 18 (2011)
- Primo tight end a guidare la lega in touchdown ricevuti (2011)
- Maggior numero di stagioni consecutive con 10 o più touchdown su ricezione per un tight end: 3 (2010-2012)